# Protracheoniscus kopetdagicus
Protracheoniscus kopetdagicus är en kräftdjursart som beskrevs av Borutzki 1945. Protracheoniscus kopetdagicus ingår i släktet Protracheoniscus och familjen Trachelipodidae. Inga underarter finns listade i Catalogue of Life.